# Rosalie Gwathmey
Rosalie Gwathmey, née Rosalie Hook (15 septembre 1908 - 12 février 2001), est une peintre et photographe américaine connue pour ses photos des communautés noires du Sud autour de sa ville natale de Charlotte, en Caroline du Nord.

## Vie et œuvre
Gwathmey est née à Charlotte, en Caroline du Nord. C'est la fille de l'architecte à succès Charles C. Hook et d'Ida MacDonald Hook. Rosalie épouse le peintre Robert Gwathmey en 1935. Elle donne naissance à leur fils, Charles Gwathmey en 1938, qui devient lui aussi architecte.
Rosalie étudie la peinture à la Pennsylvania Academy of the Fine Arts et à la Art Students League of New York. Elle rejoint la Photo League en 1942 où elle étudie la photographie et contribue à Photo Notes en tant qu'écrivain, critique et éditrice. Après les enquêtes du FBI au début des années 1950, Gwathmey cesse de photographier, détruit ses négatifs et fait don de plusieurs de ses tirages à la New York Public Library.
Dans les années 60 et 70, elle est designer textile.
Sa photographie est connue pour capturer la vie des habitants des communautés afro-américaines du Sud. Elle se concentre sur la vie des noirs dans sa ville natale de Charlotte et à Rocky Mount, en Caroline du Nord. Elle photographie de nombreux métayers noirs et des paysages urbains du sud qui servent de base des peintures de son mari. Si les photographies documentaires sociales de Rosalie n'offrent aucune révolution stylistique, sa vie et son art reflètent des problèmes importants liés à la politique et aux relations raciales aux États-Unis dans les années 1940. Au sein de la Photo League, elle travaille avec de nombreux photographes radicaux de l'époque : Paul Strand, Aaron Siskind, Sid Grossman, Dorothea Lange, Berenice Abbott, Lizette Modell, Walter Rosenblum, Dan Weiner et Lou Stettner.